# Acanthodactylus tilburyi
Acanthodactylus tilburyi — вид ящірок родини ящіркових (Lacertidae). Мешкає в Йорданії і Саудівській Аравії.

## Поширення і екологія
Acanthodactylus tilburyi мешкають на півдні Йорданії, а також в центральній частині Аравійської пустелі. Вони живуть в піщаних пустелях, серед дюн, на висоті до 800 м над рівнем моря. відкладають яйця.